# 覃佑辉雇凶杀人案
覃佑辉雇凶杀人案，又称覃佑辉等人犯故意杀人罪抗诉案，指在2013年至2014年间发生于中国广西壮族自治区南宁市的一起连环雇凶杀人案。虽然雇凶杀人之行为并未成功，但因已经构成犯罪未遂，故经四年审理，最终委托人和各被委托人均以故意杀人罪被判处有期徒刑。

## 背景

### 罪犯
覃佑辉，男，1966年4月5日出生于广西上林县，壮族，大专文化。为合山百亿路桥经营有限责任公司董事长。除在本案犯故意杀人罪外。另因涉嫌职务侵占，被来宾市公安局立案侦查。
奚广安，男，1963年12月11日出生于广西南宁市，汉族，初中文化。莫天祥，男，1958年6月1日出生于广西南宁市，汉族，初中文化。杨康生，男，1982年2月9日出生于广西南宁市，壮族，小学文化。杨广生，男，1979年4月27日出生于广西南宁市，壮族，初中文化。以上四人均无业。杨康生、杨广生均曾因犯故意伤害罪被判处过有期徒刑，属累犯。此外，尚有凌显四。

### 起因
2012年至2014年，本与合山市政府合作收取公路过路费的覃佑辉计划进入房地产行业，于是先后参股多家房地产企业。期间于2012年8月通过转款给何某，以投资参股广西桂盛房地产公司及南宁大自然花园置业有限公司。2013年，南宁大自然花园置业有限公司总经理魏杰因合作开发房地产产生纠纷而对两公司提起民事诉讼。覃佑辉担心其参股的两公司亏损，损及其利益，故筹划除去魏杰。

## 犯罪经过
2013年10月，覃佑辉指使奚广安雇佣杀手去杀害魏杰。两人商谋以人民币200万元作为雇凶杀人的酬金，覃佑辉在宾阳县黎塘镇将200万元现金交给了奚广安，用于作为杀人的酬金。奚广安又找到被告人莫天祥具体操办雇凶杀害魏杰一事，并交予其100万元。覃佑辉后将魏杰的身份证复印件、电话号码、车牌号码等提供给奚广安，奚广安又将上述信息提供给莫天祥。
2014年4月，奚广安向覃佑辉提议需要追加100万元杀人酬金，覃佑辉同意并许诺事成之后再给付。当月，莫天祥雇佣杨康生去操办杀害魏杰一事，并交给杨康生27万元、一部存有魏杰照片的白色手机、一张写有车牌号码的纸条及一张魏杰的白底照片，许诺事成之后给予50万元。杨康生后又找到了杨广生去雇凶杀害魏杰，并许诺事成之后给予50万元，杨康生将上述含有魏杰信息的物品交给了杨广生，并将20万元交给杨广生。杨广生又雇佣凌显四去实施杀害魏杰，并许诺事成之后给予凌显四10万元。凌显四答应去杀害魏杰，杨广生便将上述含有魏杰信息的物品交给凌显四。事后，凌显四反悔，决定放弃杀害魏杰。
2014年4月28日，凌显四通过留字条联系上魏杰，双方电话约定在南宁市青秀区某咖啡厅见面，凌显四当面向魏杰告知了有人出资10万元要将其杀害，并让魏杰配合照了一张手被反绑的照片，称用于向上家交差，后将存有魏杰照片的白色手机交给了魏杰。此后，魏杰关掉手机，假装自己已经被害，到上海躲避10日，随后试图自行寻找幕后主使无果，最终报警，公安机关经侦查先后将五名杀手抓获，覃佑辉则于2014年11月18日投案。

## 抗诉
2015年7月9日，南宁市青秀区人民检察院以涉嫌故意杀人罪对覃佑辉、奚广安、莫天祥、杨康生、杨广生提起公诉。南宁市青秀区人民法院经开庭审理后，以事实不清、证据不足为由，于2016年4月28日作出刑事判决，判决覃佑辉等五人无罪。
2016年5月6日，南宁市青秀区人民检察院提出抗诉，南宁市人民检察院于同年6月27日支持抗诉。南宁市中级人民法院经开庭审理，以原判事实不清、证据不足为由，于2016年12月19日作出刑事裁定，撤销原判，将本案发回重审。
2017年3月10日，南宁市青秀区人民检察院以涉嫌故意杀人罪对凌显四追加起诉。南宁市青秀区人民法院经于2017年12月、2018年5月、6月数次开庭审理，此间被告人一致翻供，辩护人亦一致认为被告人只是想谋财，没有想害命，最终法院于2018年12月29日再次以事实不清、证据不足为由，判处覃佑辉等六人无罪。
2019年1月8日，南宁市青秀区人民检察院再次对本案提出抗诉，南宁市人民检察院经审查于同年4月17日再次依法支持抗诉。
数次判决的焦点均在于证据是否存疑的问题。物证方面，青秀区人民法院认为，作为关键物证的白色手机，侦查机关提取或扣押到案时没有制作提取、扣押证据笔录、清单，没有提取或扣押物证的见证人在场的反映；该物证从凌显四交给魏杰，再到魏杰向侦查机关提供，期间由魏杰保管，物证保管期间有无改变，尤其其中储存的电子数据有无删改、增加，没有证据予以证明；法院因此认为，该物证因收集程序有瑕疵，其中存储的电子数据无检验或鉴定确认无删改、增加情形，合法性存疑。言词证据方面，覃佑辉及其辩护律师王耀辉则辩称覃佑辉曾被公安机关刑讯逼供，且供词没有讯问或讯问人员的逐页签名，故应当被排除。南宁市中级人民法院亦认为，覃佑辉2014年11月21日0时35分至6时50分所作供述存在非法取证嫌疑，因此被排除。

## 终审与判决
2019年6月3日，南宁市中级人民法院对此案二审开庭审理。庭审中，检察员对各原审被告人进一步进行讯问，指出各原审被告人供述前后矛盾之处，在立足事实和证据的基础上，充分发表了支持抗诉意见。南宁市检察院党组成员、副检察长周启生以及案件主办人列席法院审判委员会，在讨论案件的过程中，充分阐述了检察机关的意见。
2019年10月17日上午，南宁市中级人民法院对此案进行终审宣判，判决撤销一审法院宣告六人无罪的判决，以故意杀人罪分别判处被告人覃佑辉有期徒刑五年、判处被告人奚广安有期徒刑三年六个月、判处被告人杨康生和杨广生有期徒刑三年三个月、判处被告人莫天祥有期徒刑三年、判决被告人凌显四有期徒刑二年七个月。

## 外界反應
英國《地铁报》以 （一個殺手請了另一個殺手，再請另一個殺手，再請另一個殺手，再請另一個殺手，然後他報了警）為標題報道此事，引起外國民眾關注。
该案件中的五位被委托人，因层层外包而最终没有实行杀人的行为被“授予”2020年搞笑诺贝尔奖管理学奖。